# 주교 표지

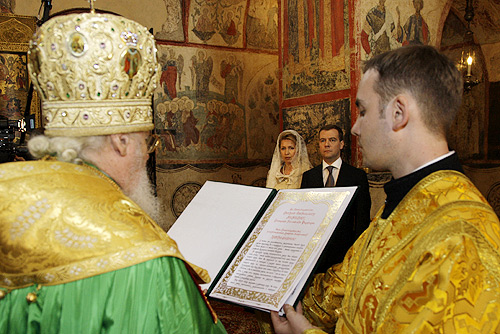
봉사자가 주교 표지를 들고 있다.

주교 표지(主敎 標識, 라틴어: insignia pontificalia)는 주교 신분을 외적으로 드러내는 표지를 말한다.
주교도 가톨릭 교회의 성직자이므로 가대복을 사용한다.
- 가대복
- 주케토
- 모제타

덧붙여 주교가 사용하는 고유한 표지들은 아래와 같다.
- 주교 반지
- 주교 지팡이
- 주교관
- 가슴 십자가
- 팔리움 - 팔리움은 주교 가운데 권한을 지닌 주교들이 사용한다.

## 같이 보기
- 성무일도서